# Meunasah Blang (Simpang Tiga)
Meunasah Blang is een bestuurslaag in het regentschap Pidie van de provincie Atjeh, Indonesië. Meunasah Blang telt 250 inwoners (volkstelling 2010).